# マリオ・ファッチオーリ
マリオ・ファッチオーリ（Mario Faccioli 、1885年2月18日 - 1915年3月）は、イタリアのパイロットである。1909年にイタリアで設計製作された飛行機での最初の飛行に成功した。
トリノに自動車エンジニア、アリスティデ・ファッチオーリの息子として生まれた、父親の設計した飛行機のパイロットを務め、1908年12月に数10mのジャンプに成功し、1909年12月、ファッチオーリ n°3 複葉機でヴェナリーア・レアーレで数百mを飛行し、着陸に失敗し負傷したが、イタリア人が設計製作した動力機の最初の飛行記録となった。1910年にはファッチオーリ n°4で航空免許を取得した。1915年に3月、飛行機事故で死亡したとされている。